# Fulco Ottervanger

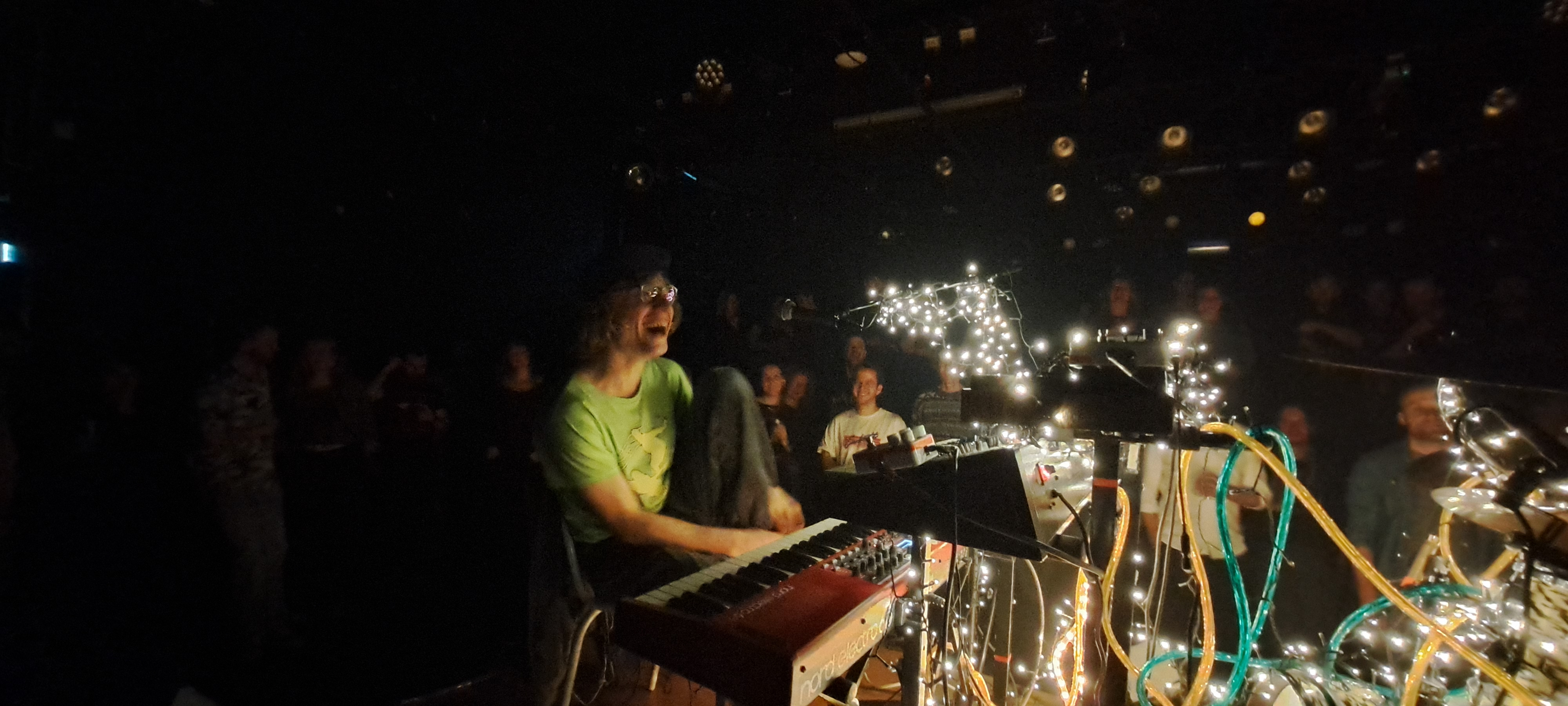
Fulco Ottervanger tijdens optreden in EKKO

Fulco Ottervanger (Leuven, 1984) is een Belgisch-Nederlandse pianist, multi-instrumentalist, componist en zanger in de jazz-, pop- en experimentele hedendaagse muziek. Hij is onder meer bekend van De Beren Gieren, STADT, BeraadGeslagen en zijn Nederlandstalige liedjes onder zijn eigen naam FULCO. Hij groeide op in Brussel en heeft Nederlandse roots.
Ottervanger begon op jonge leeftijd cello, gitaar en piano te spelen en muziek te schrijven. Aan het conservatorium van Gent studeerde hij jazz piano bij Erik Vermeulen en hedendaagse compositie bij Frank Nuyts. In deze tijd maakte hij talloze opnames op een 4-sporen cassetterecorder. Ook speelde en zong hij bij het hiphopcollectief Members of Marvelas (2005-2009), waaruit het experimentele kwartet Marvelas Something (2006-2010) ontstond. Deze groep was tussen 2007 en 2011 elke maand te gast in het Gentse muziekcafé de Charlatan. Hier ontstonden een 60-tal nummers, waarvan een selectie verscheen op een in eigen beheer uitgebrachte driedubbel-cd. Deze band werd in 2012 omgedoopt tot krautpop-groep STADT, dat inmiddels vier full-albums uitbracht.
In 2009 richtte Ottervanger samen met drummer Simon Segers en bassist Lieven van Pée het jazz-trio De Beren Gieren op. Het startschot was de eerste prijs van de wedstrijd Jong jazztalent op het GentJazz festival. Van 2010 tot 2013 was de band artist in residence in het Gentse kunstcentrum Vooruit, waar ze samenwerkingen aangingen met Louis Sclavis, Joachim Badenhorst, Susana Santos Silva en Ernst Reijseger. In 2012 won De Beren Gieren het internationale jazzconcours te Hoeilaart. Vanaf 'One Mirrors Many' gebruiken ze elektronische effecten op hun akoestische instrumenten, waardoor ze zijn geëvolueerd tot een elektroakoestisch pianotrio. Het album 'Dug Out Skyscrapers' (2017) kreeg een Klara award voor beste jazz album. De Beren Gieren speelden onder meer op het North Sea Jazz Festival, Ljubljana Jazz Festival, Moers Jazz Festival, Trondheim Jazzfestival, Kanazawa Jazz Festival en op het Belgische Gent Jazz Festival en Jazz Middelheim.
BeraadGeslagen is ontstaan uit de jarenlange underground samenwerking met drummer Lander Gyselinck. Af en toe lieten ze zich horen in het Gentse café de Fatima, maar het was oorspronkelijk niet de bedoeling naar buiten te treden. Uiteindelijk werd toch besloten om een viertal nummers uit te brengen op een EP. Twee jaar later zag hun langspeelplaat 'Duizeldorp' het licht. Het kreeg een prijs in de categorie 'beste album' op de Red Bull Elektropedia Awards . Het nummer 'Isabellade' behaalde de Vlaamse Ultratop 50 en de groep stond twee jaar op rij op Pukkelpop. In 2019 gaven ze als artist-in-residence op Jazz Middelheim een optreden samen met Mauro Pawlowksi, Charlotte Adigéry en Zwangere Guy.
In 2019 kwam Fulco Ottervanger onder de naam FULCO naar buiten als Nederlandstalige singer-songwriter. Na zijn live-debuut op de festivals Down the Rabbit Hole en Pukkelpop bracht hij in dat najaar zijn eerst soloalbum 'FULCO' uit, gevolgd door de EP 'Faam' en de samen met Teletext geschreven nummers 'Cirkeldier Daniël' en 'Struik'.
In 2025 verscheen ’Het vermoeden” met bassist Dries Laheye en drummer Simon Segers. Productie en mix waren in handen van Frederik Segers. 
Fulco Ottervanger is ook te vinden in de theater- en danswereld. Voor Zonzo Compagnie maakte hij samen met An Pierlé de muziek voor de muziektheatervoorstelling 'Slumberland' van Nathalie Teirlinck. Dit stuk werd geselecteerd voor het Theaterfestival 2015 en won tevens de Music Theatre Now prijs in 2016. De Nederlandstalige liedjes uit deze voorstelling zijn ook op cd verschenen. Voor Zonzo Compagnie speelde hij in twee andere voorstellingen: “Mile(s)tones' over Miles Davis en 'Thelonious' over Thelonious Monk. Deze laatste werd in 2019 bekroond met de Yam Public Choice award. Met de danscompagnie Platform-K componeerde en speelde hij de muziek voor de voorstelling Common Ground, geregisseerd door Benjamin Vandewalle.
Fulco Ottervanger schreef composities in opdracht van Symfonieorkest Vlaanderen (Isles of Life, samen met De Beren Gieren) en Flat Earth Society (100.000 Huishoudens). Op vraag van B-Classic Festival van Vlaanderen schreef hij Tangled up in a turning point 1913. O.a. Philip Catherine en Dick van der Harst maakten deel uit van de 13-koppige bezetting.
In 2017 werd hij uitgenodigd op November Music, waar hij muziek componeerde en uitvoerde rond het thema 's Hertogenbosch. De bezetting bestond uit piano, klarinet (Joachim Badenhorst), cello (Valentin Ceccaldi) en hoorn (Morris Kliphuis). 
Ottervanger geeft geregeld vrije improvisatieconcerten. Daarnaast gaat hij samenwerkingen aan met mensen uit andere disciplines zoals schrijvers, dichters, tekenaars, dansers en filmmakers.
Tussen 2016 en 2018 was Ottervanger stadscomponist van Gent.

## Discografie (selectie)

### FULCO
- 2025: Het vermoeden
- 2021: Struik/Cirkeldier (met Teletext) (7")
- 2020: Faam (EP)
- 2019: FULCO

### BeraadGeslagen
- 2023: Altijd Bewust Bewegen
- 2018: Duizeldorp
- 2016: BeraadGeslagen

### De Beren Gieren
- 2024: What Eludes Us

- 2021: Less is Endless
- 2019: Broensgebuzze EP
- 2017: Dug Out Skyscrapers
- 2015: One Mirrors Many
- 2014: The Detour Fish(feat. Susana Santos Silva)
- 2013: A Raveling
- 2012: Wirklich Welt So
- 2010: EP 2010

### STADT
- 2023: Meerstadt
- 2019: There is/Nothing twice
- 2015: Escalators
- 2013: Kind Of Diversion

### SH.TG.N
- 2009: SH.TG.N